# Elk Creek
Elk Creek é uma vila localizada no estado americano de Nebraska, no Condado de Johnson.

## Demografia
Segundo o censo americano de 2000, a sua população era de 112 habitantes.
Em 2006, foi estimada uma população de 109, um decréscimo de 3 (-2.7%).

## Geografia
De acordo com o United States Census Bureau, a localidade tem uma área de 0,3 km², sem área coberta por água.

## Localidades na vizinhança
O diagrama seguinte representa as localidades num raio de 20 km ao redor de Elk Creek.